# 霍里什尼普拉夫尼
霍里什尼普拉夫尼（烏克蘭語：Горішні Плавні，羅馬化：Horishni Plavni，發音：[ɦoˈr⁽ʲ⁾iʃn⁽ʲ⁾i ˈplɑu̯n⁽ʲ⁾i] ⓘ）是乌克兰中部波尔塔瓦州克雷门丘克区霍里什尼普拉夫尼市镇内的城市及该市镇的行政中心，2020年7月18日前为该州的州辖市。該市位於第聶伯河左岸，距離區府克雷门丘克16公里。該市始建於1960年，面積110.9平方公里，海拔高度71米，2022年人口数量为49,854人。
2016年前原名共青城（羅馬化：Komsomolsk，羅馬化：Komsomol'sk）。

## 图集

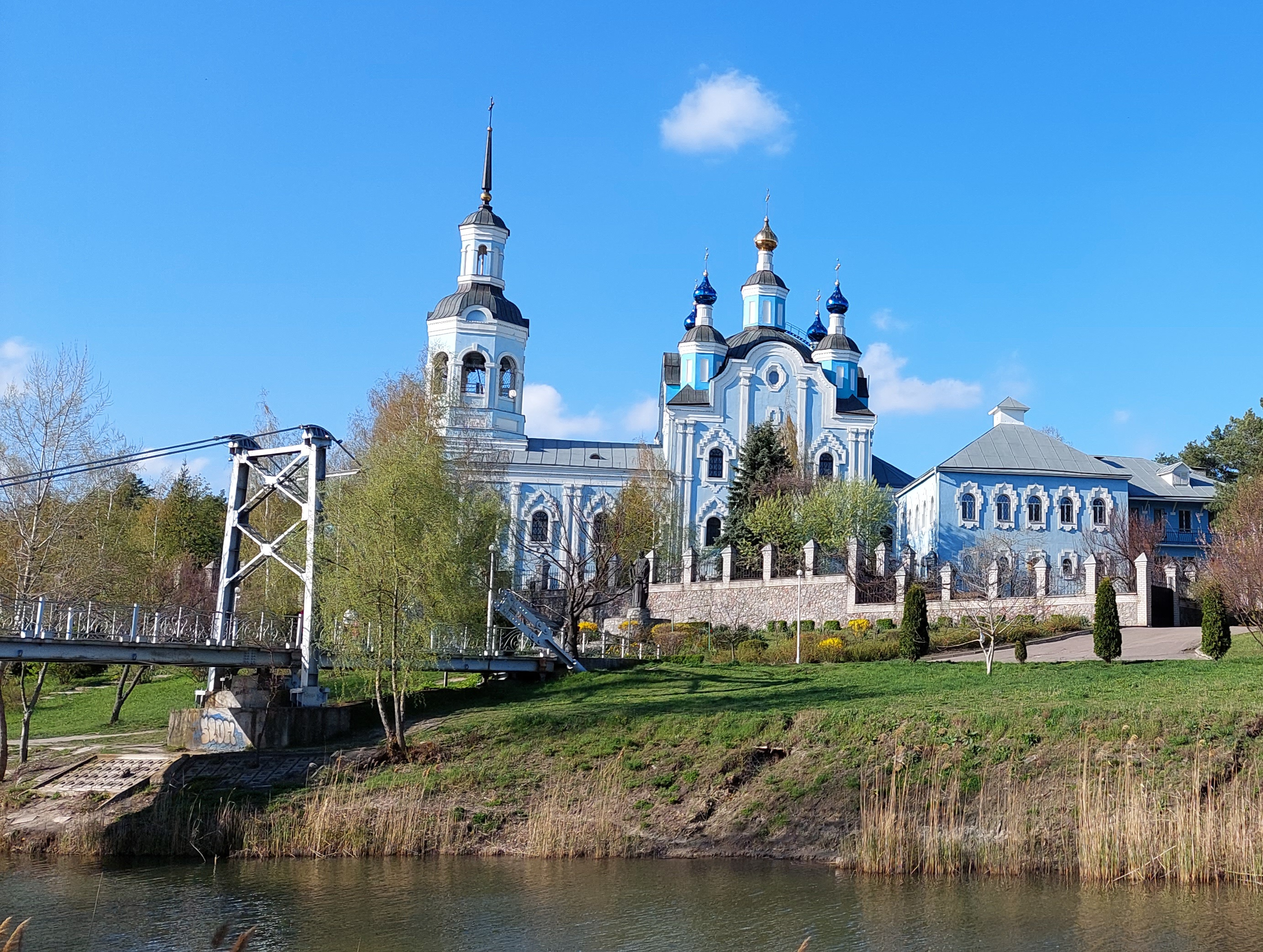
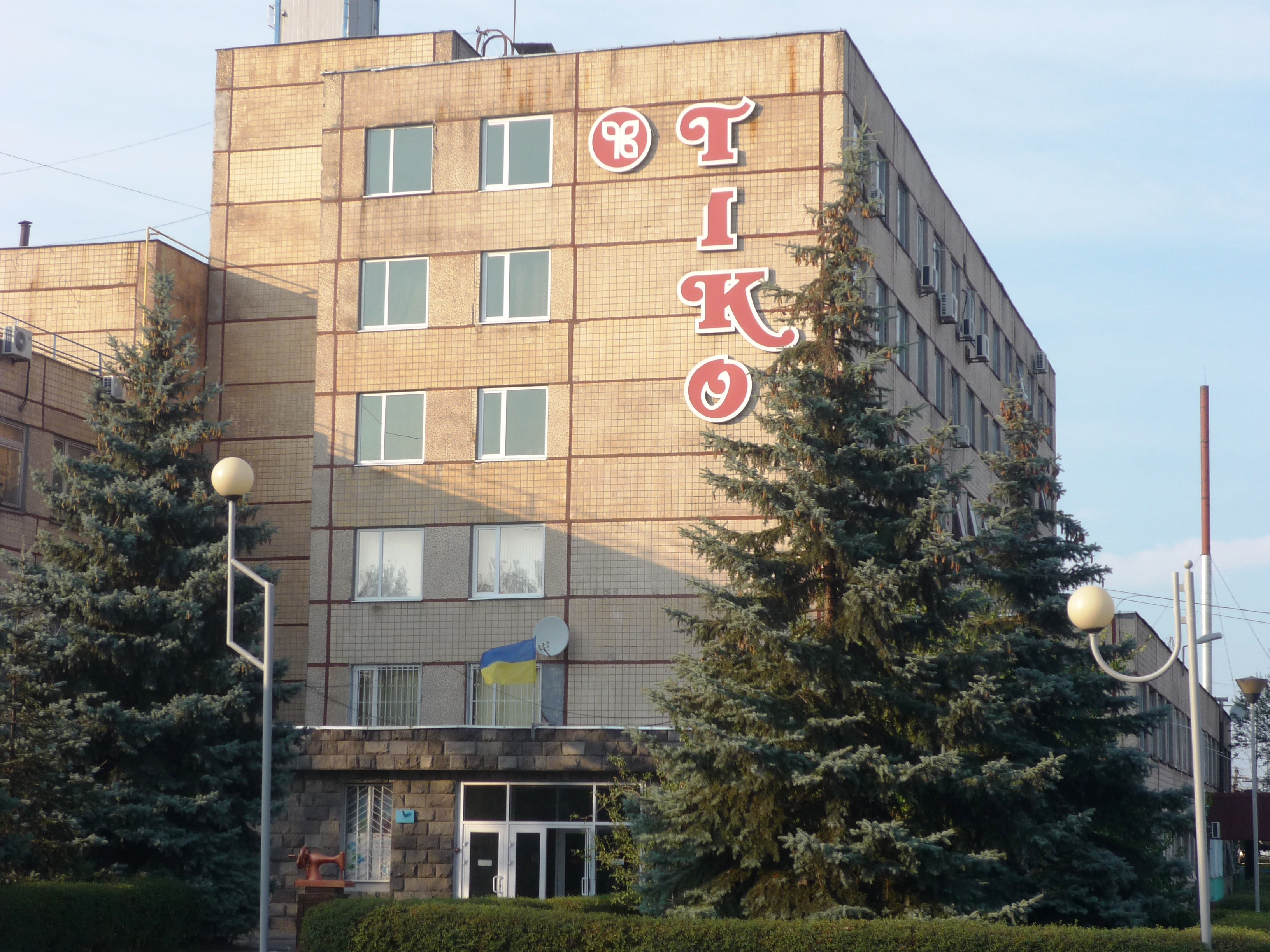
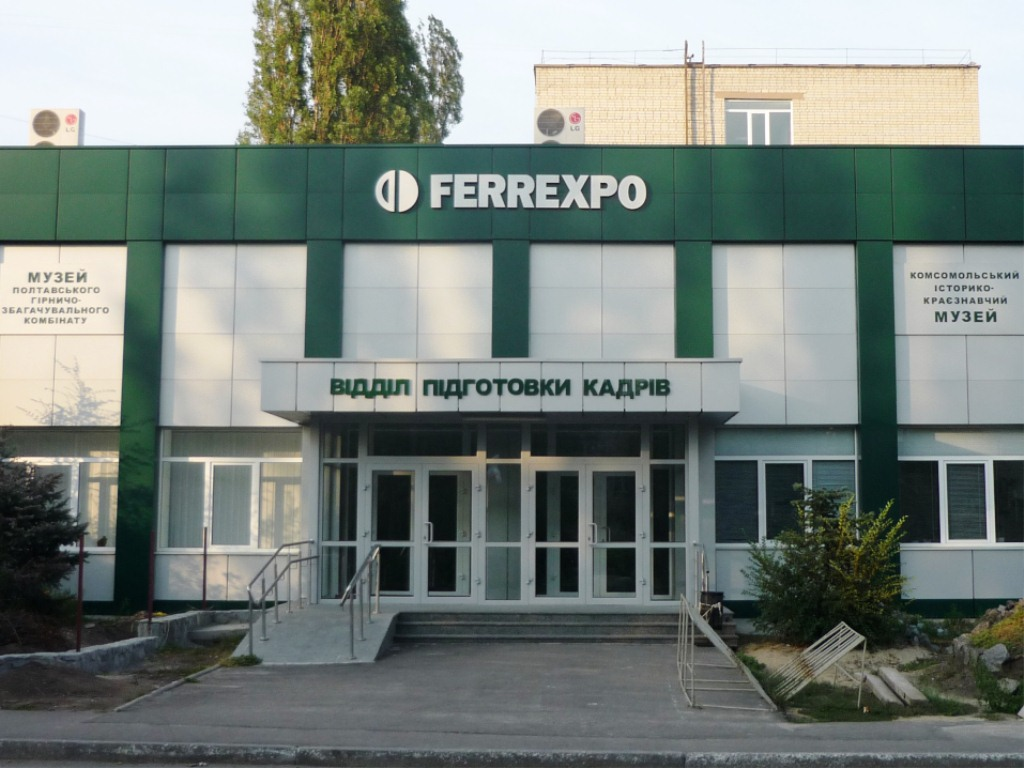
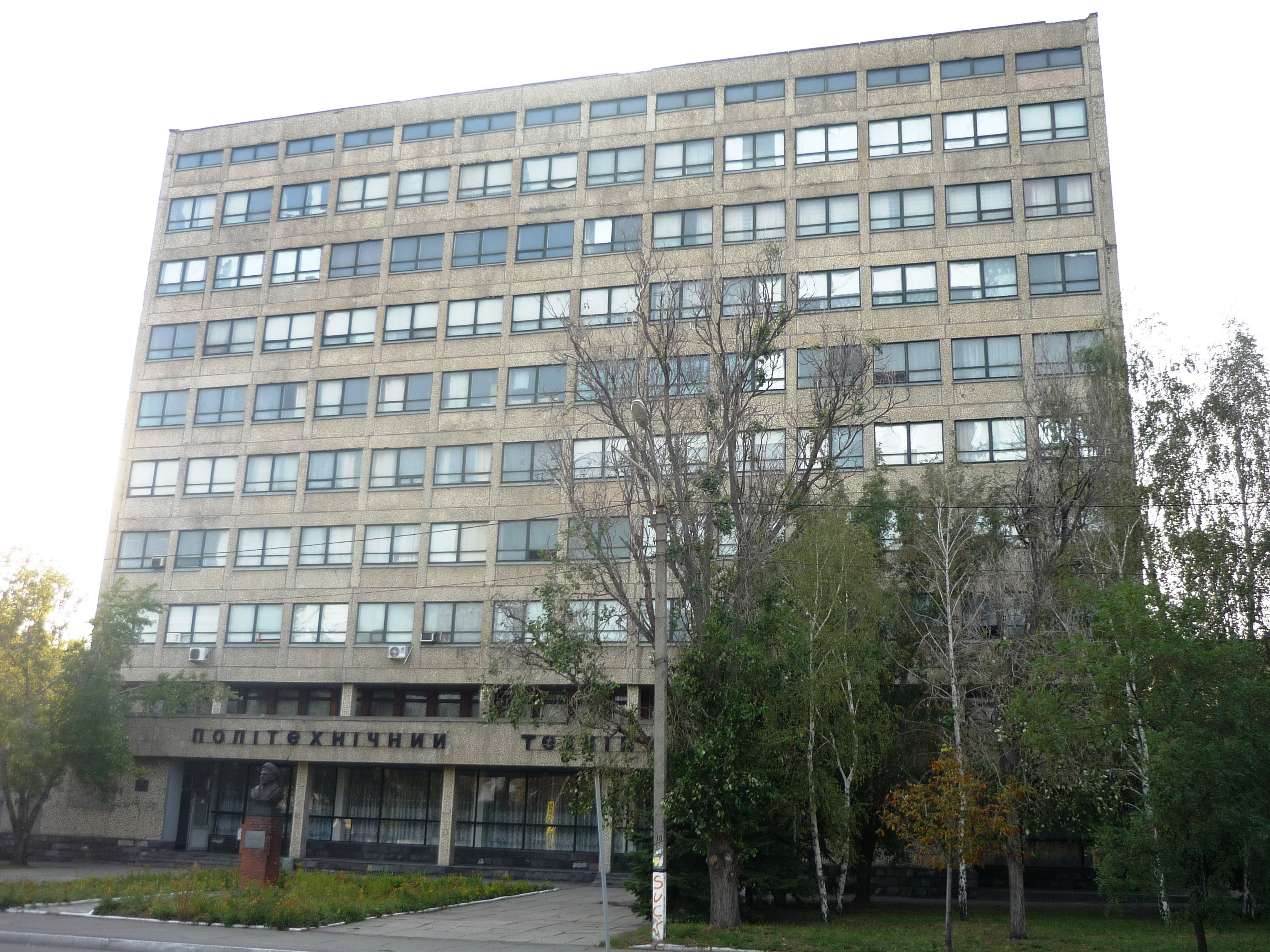
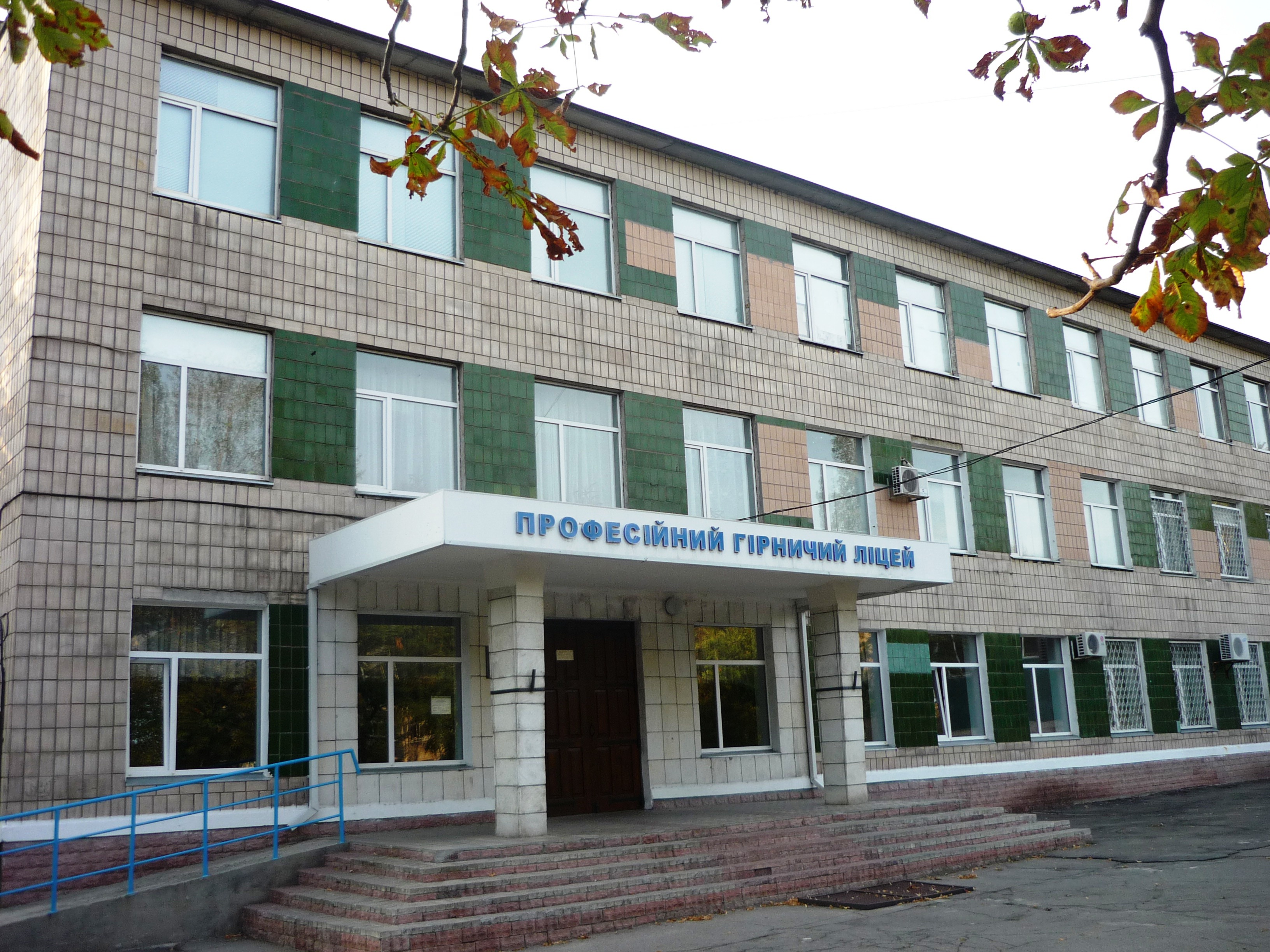
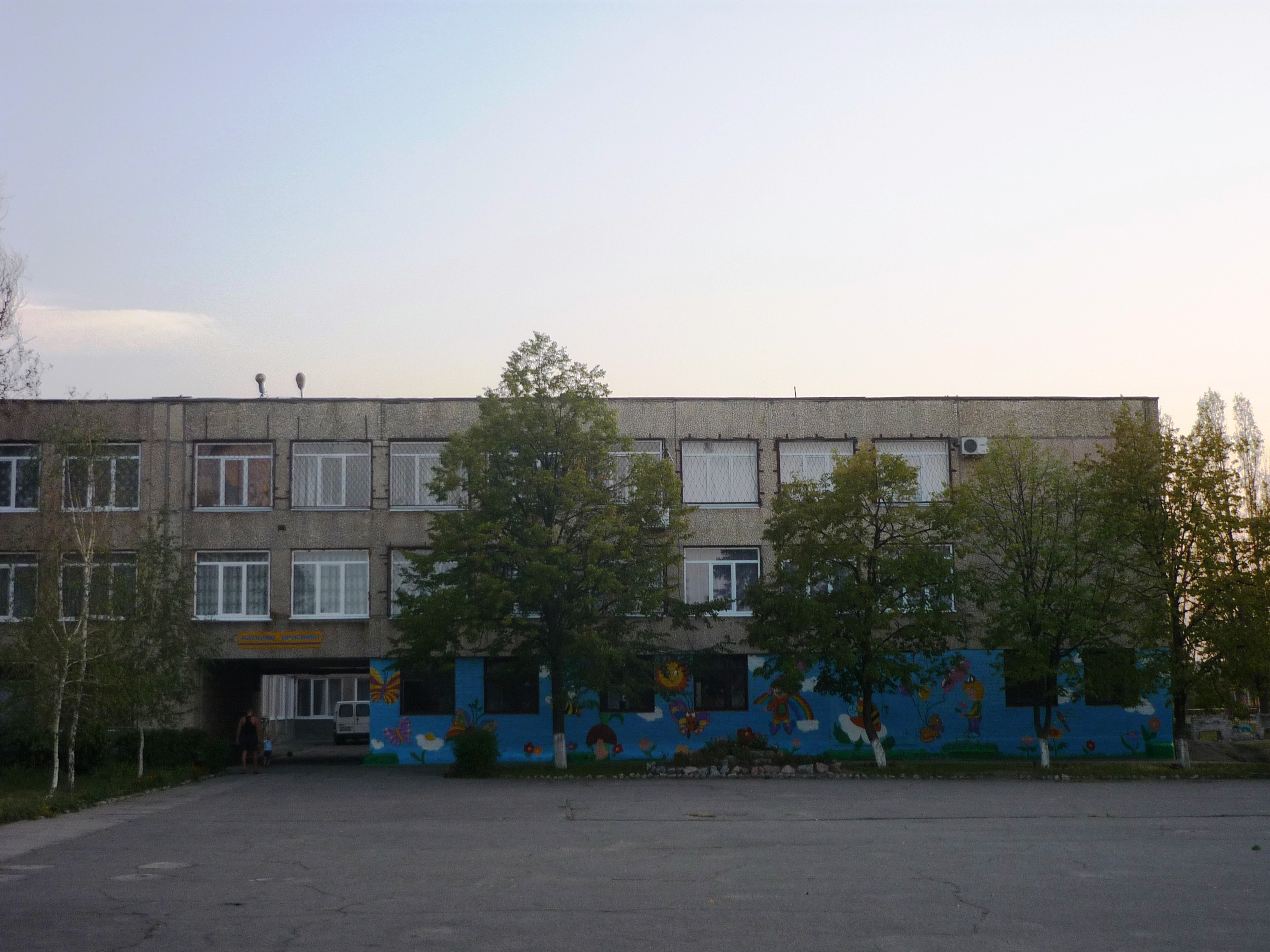
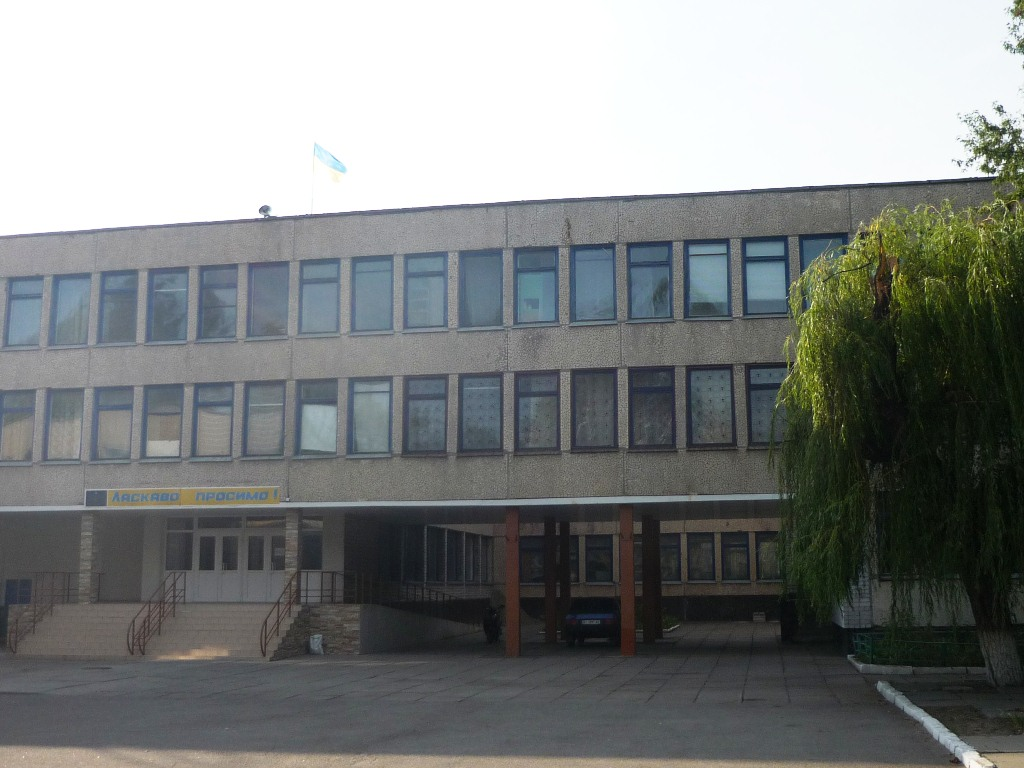
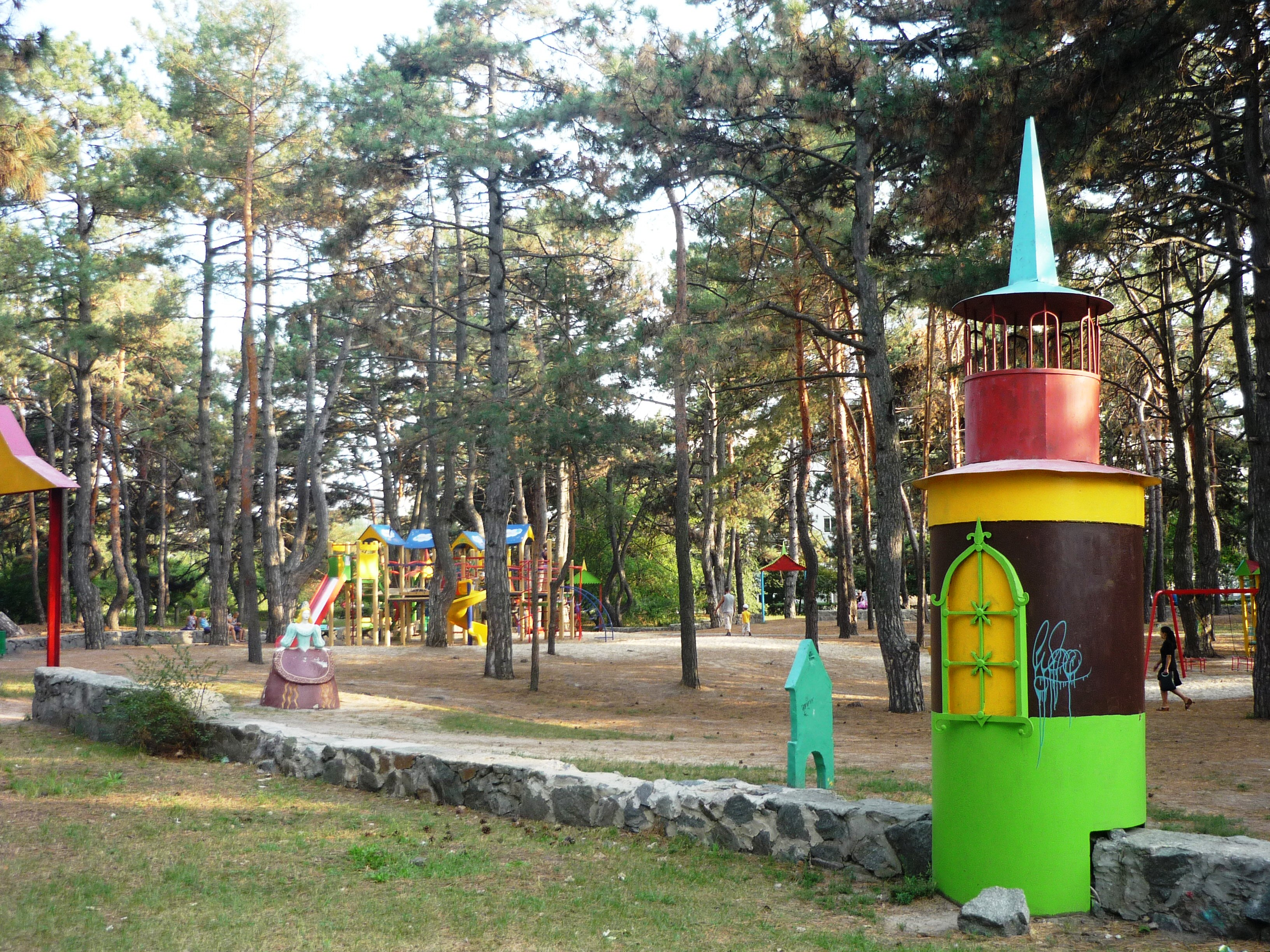
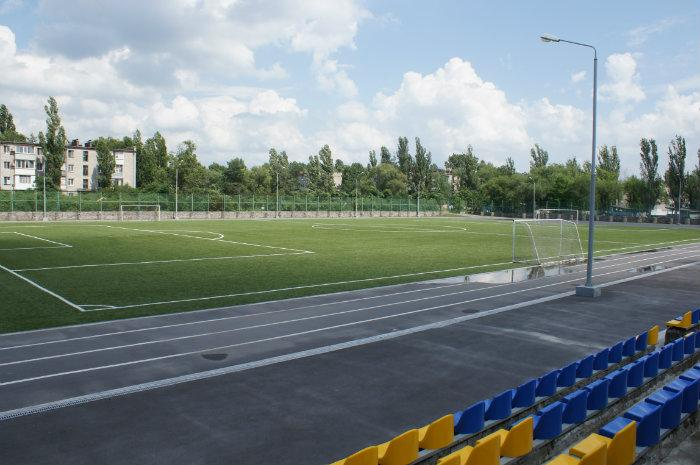
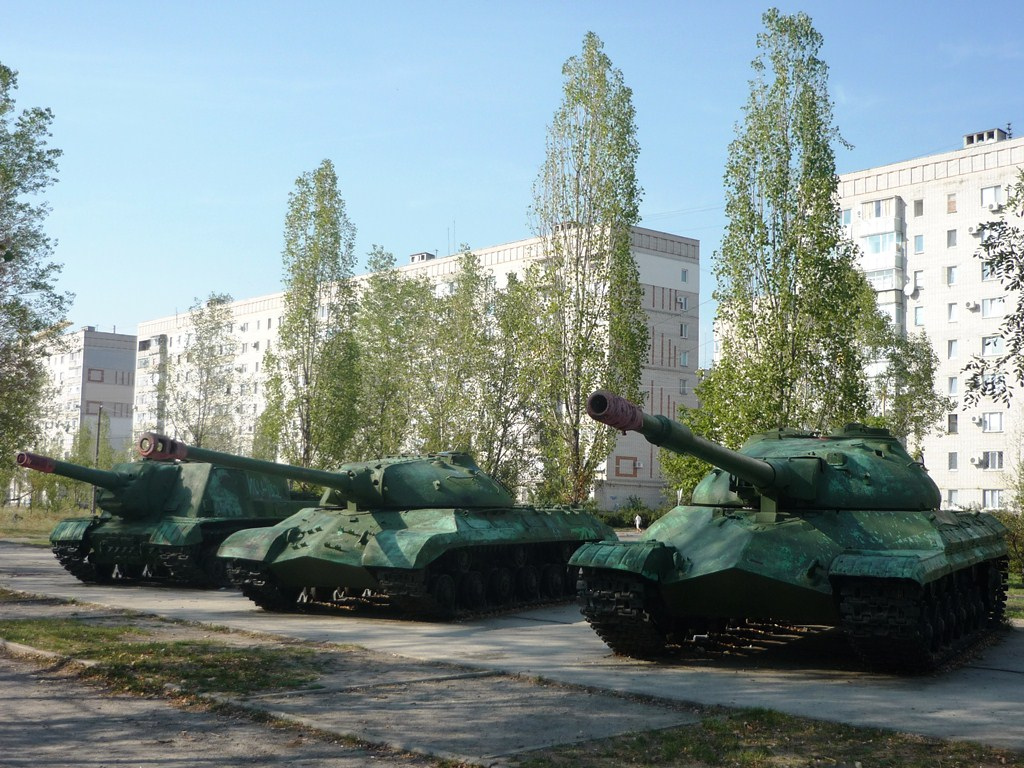